# 北方ジャーナル
『北方ジャーナル』（ほっぽうジャーナル）は、北海道札幌市東区の出版社「リ・スタジオ（Re Studio）」が刊行する月刊雑誌（総合誌）である。

## 概要
1972年、『軍事研究』創刊者でもある小名孝雄が主宰する「北方ジャーナル社」が創刊。取材分野は、北海道の政治・経済・社会問題など多岐にわたる。表現の自由をめぐる著名判例である「北方ジャーナル事件」の原告として知られ、保革問わず反権力的な報道スタンスをとる。2005年からリ・スタジオが発行元となる。